# 제22회 카를로비바리 국제 영화제
제22회 카를로비바리 국제 영화제는 1980년 6월 27일에 열린 시상식이다.

## 수상 및 후보

### 대상(장편)
- Die Verlobte - Günther Rücker 외1명 수상

### 심사위원특별상(장편)
- Signum ludis - Martin Hollý 수상
- Paciorky jednego rózańca - Kazimierz Kutz 수상

### 여우주연상(장편)
- Duios Anastasia trecea - Anda Ones 수상
- 비엔나 숲속의 이야기 - Birgit Doll 수상

### 남우주연상(장편)
- 모두에게정의를 - 알 파치노 수상
- 비엔나 숲속의 이야기 - Uelese Petaia 수상